# Olympische Sommerspiele 1932/Teilnehmer (Norwegen)
| Gelbes Symbol für Goldmedaillen mit stilisierten Olympischen Ringen | Graues Symbol für Silbermedaillen mit stilisierten Olympischen Ringen | Braundes Symbol für Bronzemedaillen mit stilisierten Olympischen Ringen |
| ------------------------------------------------------------------- | --------------------------------------------------------------------- | ----------------------------------------------------------------------- |
| —                                                                   | —                                                                     | —                                                                       |

Norwegen nahm an den Olympischen Sommerspielen 1932 in Los Angeles mit einer Delegation von fünf Athleten in drei Disziplinen teil. Olav Sunde war 1932 Norwegens Flaggenträger bei der Eröffnungszeremonie. Norwegen gewann dabei erstmals keine Medaille.

## Ringen

### Griechisch-römischer Stil
| Teilnehmer | Gewichtsklasse | Kämpfe | Siege | Niederlagen | Platz |
| ---------- | -------------- | ------ | ----- | ----------- | ----- |
| Arild Dahl | Weltergewicht  | 2      | 0     | 2           | 5     |

## Leichtathletik
| Teilnehmer         | Sportart   | Vorrunde | Vorrunde | Viertelfinale | Viertelfinale | Halbfinale    | Halbfinale    | Finale        | Finale        |
| Teilnehmer         | Sportart   | Resultat | Platz    | Resultat      | Platz         | Resultat      | Platz         | Resultat      | Platz         |
| ------------------ | ---------- | -------- | -------- | ------------- | ------------- | ------------- | ------------- | ------------- | ------------- |
| Birger Haug        | Hochsprung |          |          |               |               |               |               | 1,85 m        | 9             |
| Olav Sunde         | Speerwurf  |          |          |               |               |               |               | 60,81 m       | 9             |
| Hjalmar Johannesen | 400 m      | 49,5     | 3        | 49,4          | 5             | Ausgeschieden | Ausgeschieden | Ausgeschieden | Ausgeschieden |
| Hjalmar Johannesen | 800 m      |          |          |               |               | 1.54,3        | 4             | Ausgeschieden | Ausgeschieden |

## Schwimmen
| Teilnehmer      | Sportart     | Vorrunde | Vorrunde | Halbfinale | Halbfinale | Finale        | Finale        | Total |
| Teilnehmer      | Sportart     | Resultat | Platz    | Resultat   | Platz      | Resultat      | Platz         | Platz |
| --------------- | ------------ | -------- | -------- | ---------- | ---------- | ------------- | ------------- | ----- |
| William Karlsen | 100 m Rücken | 1.13,7   | 1        | 1.13,3     | 5          | Ausgeschieden | Ausgeschieden | 9     |